# Promyrmekiaphila
Genre
Promyrmekiaphila est un genre d'araignées mygalomorphes de la famille des Euctenizidae.

## Distribution
Les espèces de ce genre sont endémiques de Californie aux États-Unis,.

## Liste des espèces
Selon World Spider Catalog (version 25.5, 30/09/2024) :
- Promyrmekiaphila clathrata (Simon, 1891)
- Promyrmekiaphila korematsui Bond, Jochim, Quayle & Starrett, 2024
- Promyrmekiaphila winnemem Stockman & Bond, 2008

## Systématique et taxinomie
Ce genre a été décrit par Schenkel en 1950 dans les Aviculariidae. Il est placé dans les Ctenizidae par Brignoli en 1983, dans les Cyrtaucheniidae par Raven en 1985 puis dans les Euctenizidae par Bond et Hedin en 2012.

## Publication originale
- Schenkel, 1950 : « Spinnentiere aus dem westlichen Nordamerika, gesammelt von Dr. Hans Schenkel-Rudin. » Verhandlungen der Naturforschenden Gesellschaft in Basel, vol. 61, p. 28-92.